# 麥克杜格爾 (阿肯色州)
麥克杜格爾（英語：McDougal）是一個位於美國阿肯色州克萊縣的市鎮。

## 地理
麥克杜格爾的座標為36°26′15″N 90°23′25″W / 36.43750°N 90.39028°W，而該地的平均海拔高度為90米（即295英尺）。

## 人口
根據2020年美國人口普查的數據，麥克杜格爾的面積為0.96平方千米，當中陸地面積為0.96平方千米，而水域面積為0.00平方千米。當地共有人口134人，而人口密度為每平方千米139人。